# Bloom (album de Beach House)
Pour les articles homonymes, voir Bloom.
Albums de Beach House
Teen Dream
(2010)
Bloom est le quatrième album studio du duo de dream pop américain Beach House, sorti le 15 mai 2012. L'album débuta à la septième place du Billboard 200, en vendant 41 000 exemplaires lors de la première semaine suivant sa sortie.

## Liste des pistes
Toutes les paroles sont écrites par Victoria Legrand, toute la musique est composée par Legrand et Alex Scally.
| No  | Titre                                                                   | Durée |
| --- | ----------------------------------------------------------------------- | ----- |
| 1.  | Myth                                                                    | 4:20  |
| 2.  | Wild                                                                    | 4:58  |
| 3.  | Lazuli                                                                  | 5:02  |
| 4.  | Other People                                                            | 4:25  |
| 5.  | The Hours                                                               | 4:07  |
| 6.  | Troublemaker                                                            | 4:55  |
| 7.  | New Year                                                                | 5:23  |
| 8.  | Wishes                                                                  | 4:40  |
| 9.  | On the Sea                                                              | 5:32  |
| 10. | Irene (contient la chanson cachée "Wherever You Go" commençant à 13:30) | 16:57 |

## Personnel
Crédits retranscrit depuis le descriptif de l'album Bloom 
.
Beach House
- Beach House – photographie, producteurs
- Victoria Legrand – voix, arrangement, clavier, orgue, piano
- Alex Scally – arrangement, chœurs, basse, guitare, clavier, orgue, piano, programmation

Autre
- Manuel Calderón – ingénieur assistant
- Chris Coady – ingénieur, mixeur, producteur
- Joe Cueto – viole (9)
- Daniel Franz – arrangeur assistant, batterie, percussion
- Brooks Harlan – ingénieur
- Phil Joly – ingénieur assistant
- Joe LaPorta – mastering
- Brian Roettinger – design

## Classements
| Classement (2012)         | Meilleure position |
| ------------------------- | ------------------ |
| Australie                 | 40                 |
| Belgique (Flandres)       | 10                 |
| Belgique (Wallonie)       | 55                 |
| Canada                    | 16                 |
| Danemark                  | 8                  |
| Pays-Bas                  | 54                 |
| France                    | 59                 |
| Allemagne                 | 73                 |
| Irlande                   | 10                 |
| Norvège                   | 5                  |
| Portugal                  | 10                 |
| Écosse                    | 23                 |
| Espagne                   | 22                 |
| Suède                     | 34                 |
| Suisse                    | 33                 |
| Royaume-Uni               | 15                 |
| Royaume-Uni (indépendant) | 2                  |
| US Billboard 200          | 7                  |
| US albums alternatifs     | 1                  |
| US Independent Albums     | 1                  |
| US albums rock            | 3                  |